# Zabytkowa aleja w Wielkich Drogach
Zabytkowa aleja w Wielkich Drogach – zabytkowa aleja dojazdowa, znajdująca się w Wielkich Drogach, w gminie Skawina, w powiecie krakowskim.
Obiekt został wpisany do rejestru zabytków nieruchomych województwa małopolskiego.
Wzdłuż alei rośnie 10 dębów szypułkowych, 27 lip drobnolistnych w formie pomników przyrody.